# Gnakouboué 1
Gnakouboué 1 est une localité du sud de la Côte d'Ivoire et appartenant au département de Lakota, Région du Sud-Bandama. La localité de Gnakouboué 1 est un chef-lieu de commune.